# Svenska mästerskapen i längdskidåkning 1948
Svenska mästerskapen i längdskidåkning 1948 arrangerades, som en del av stora SM-veckan, i Kiruna den 14-21 mars.

## Medaljörer, resultat

### Herrar
| Gren              | Guld                                                           | Guld                                                           | Guld     | Silver                                                         | Silver                                                         | Silver   | Brons                                                        | Brons                                                        | Brons   |
| 15 km             | Martin Lundström                                               | IFK Umeå                                                       | 59:55    | Gunnar Eriksson                                                | IFK Mora                                                       | 1:01:15  | Nils Östensson                                               | Sälens IF                                                    | 1:01:27 |
| 30 km             | Martin Lundström                                               | IFK Umeå                                                       | 1:48:36  | Harald Eriksson                                                | IFK Umeå                                                       | 1:49:03  | Nils Karlsson                                                | IFK Mora                                                     | 1:49:58 |
| 50 km             | Nils Karlsson                                                  | IFK Mora                                                       | 3:26:54  | Arthur Herrdin                                                 | Östersunds SK                                                  | 3:28:31  | Manfred Sjödin                                               | Brännans IF                                                  | 3:31:11 |
| Stafett 3 x 10 km | IFK Umeå (Gunnar Karlsson, Harald Eriksson, Martin Lundström)  | IFK Umeå (Gunnar Karlsson, Harald Eriksson, Martin Lundström)  | 1:47:21  | Östersunds SK (Arthur Herrdin, Hemming Hemmingsson, Nils Täpp) | Östersunds SK (Arthur Herrdin, Hemming Hemmingsson, Nils Täpp) | 1:49:08  | Kramfors IF (Åke Myrgren, Ingvar Forsberg, Gunnar Johansson) | Kramfors IF (Åke Myrgren, Ingvar Forsberg, Gunnar Johansson) | 1:50:05 |
| Lagtävling 15 km  | IFK Umeå (Martin Lundström, Gunnar Karlsson, Harald Eriksson)  | IFK Umeå (Martin Lundström, Gunnar Karlsson, Harald Eriksson)  | 3.05.56  | IFK Mora (Gunnar Eriksson, Nils Karlsson, Anders Törnkvist)    | IFK Mora (Gunnar Eriksson, Nils Karlsson, Anders Törnkvist)    | 3.06.05  | Östersunds SK                                                | Östersunds SK                                                | 3.11.26 |
| Lagtävling 30 km  | IFK Umeå (Martin Lundström, Harald Eriksson, Gunnar Karlsson)  | IFK Umeå (Martin Lundström, Harald Eriksson, Gunnar Karlsson)  | 5.29.34  | IFK Mora                                                       | IFK Mora                                                       | 5.33.56  | Kramfors IF                                                  | Kramfors IF                                                  | 5.45.16 |
| Lagtävling 50 km  | Brännans IF (Manfred Sjödin, Sten-Sture Sjödin, Otto Högström) | Brännans IF (Manfred Sjödin, Sten-Sture Sjödin, Otto Högström) | 10.46.30 | IFK Mora (Nils Karlsson, Anders Törnkvist, Gunnar Eriksson)    | IFK Mora (Nils Karlsson, Anders Törnkvist, Gunnar Eriksson)    | 10.50.40 | Delades ej ut                                                | Delades ej ut                                                |         |

### Damer
| Gren             | Guld                                                            | Guld                                                            | Guld    | Silver                     | Silver           | Silver  | Brons         | Brons         | Brons   |
| 10 km            | Märta Norberg                                                   | Vårby IK                                                        | 42:55   | Margit Åsberg-Albrechtsson | IF Friska Viljor | 43:10   | Inga Löwdin   | IF Thor       | 43:15   |
| Lagtävling 10 km | Selångers SK (Gudrun Sjölén, Ella Karlsson, Anna Lisa Eriksson) | Selångers SK (Gudrun Sjölén, Ella Karlsson, Anna Lisa Eriksson) | 2.12.58 | IF Thor                    | IF Thor          | 2.15.30 | Friska Viljor | Friska Viljor | 2.16.17 |

### Webbkällor
- Svenska Skidförbundet

- DN. Arkivet